# Waiwai
|  | Aquest article tracta sobre la llengua waiwai. Si cerqueu el poble Waiwai, vegeu «Waiwais». |

La llengua waiwai (/ˈwaɪwaɪ/) és una llengua carib parlada al nord-est de Brasil i al sud de Guyana pels Waiwais. Es parla concretament a un poble a la vora del riu Mapuera, a la regió del Pará (Brasil) i a un altre poble que es troba a la vora del riu Jatapu, a la regió del Roraima (Brasil). Tanmateix és parlada a un poble al sud de Guyana, a la vora del riu Essequibo.

## Característiques
El waiwai és una llengua aglutinant amb una morfologia verbal molt complexa. Té una estructura primària SOV (subjecte-objecte-verb), tot i que la sintaxi permet altres estructures com OVS o VOS. L'ordre dels mots no és, per tant, un bon criteri per identificar els subjectes i objectes del verbs.
El cas dels mots i dels sintagmes s'indica amb prefixos al verb. Existeixen dos grans conjunts de prefixos que indiquen cas: 
1. Els prefixos subjecte
2. Els prefixos objecte.

Per exemple: Oyeska okoyi, (1O-mossegar-TP serp) "la serp em va mossegar". En aquest exemple <Oy-> és el prefix objecte de la primera persona del singular (1O), <-eska> equival al verb mossegar, que ja té afegit el sufix de temps passat (TP), i <okoyi>, que vol dir serp. L'ordre en aquest cas és, per tant, OVS.

## Fonologia
La llengua waiwai es compon de 6 fonemes vocàlics (/i/, /e/, /î/, /u/, /o/ i /a/) i un total de 14 fonemes consonàntics que s'agrupen en dos grups:
- El grup alveolar-alveopalatal o grup de "consonants tenses". (/t/, /s/, /x/, /c/, /n/, /n̂/, /r/, /ř/ i /y/)
- El grup format per la resta dels fonemes consonàntics o grup de "consonants relaxades". (/k/, /m/, /p/, /v/ i /h/)

## Les llengües caribs i el waiwai
La llengua waiwai forma part de la gran familia de llengües caribs i dintre d'aquest grup pertany al subgrup de llengües parukotoan. A continuació es mostra una taula que relaciona mots bàsics de la llengua amb un gran nombre de llengües que pertanyen a la mateixa família:

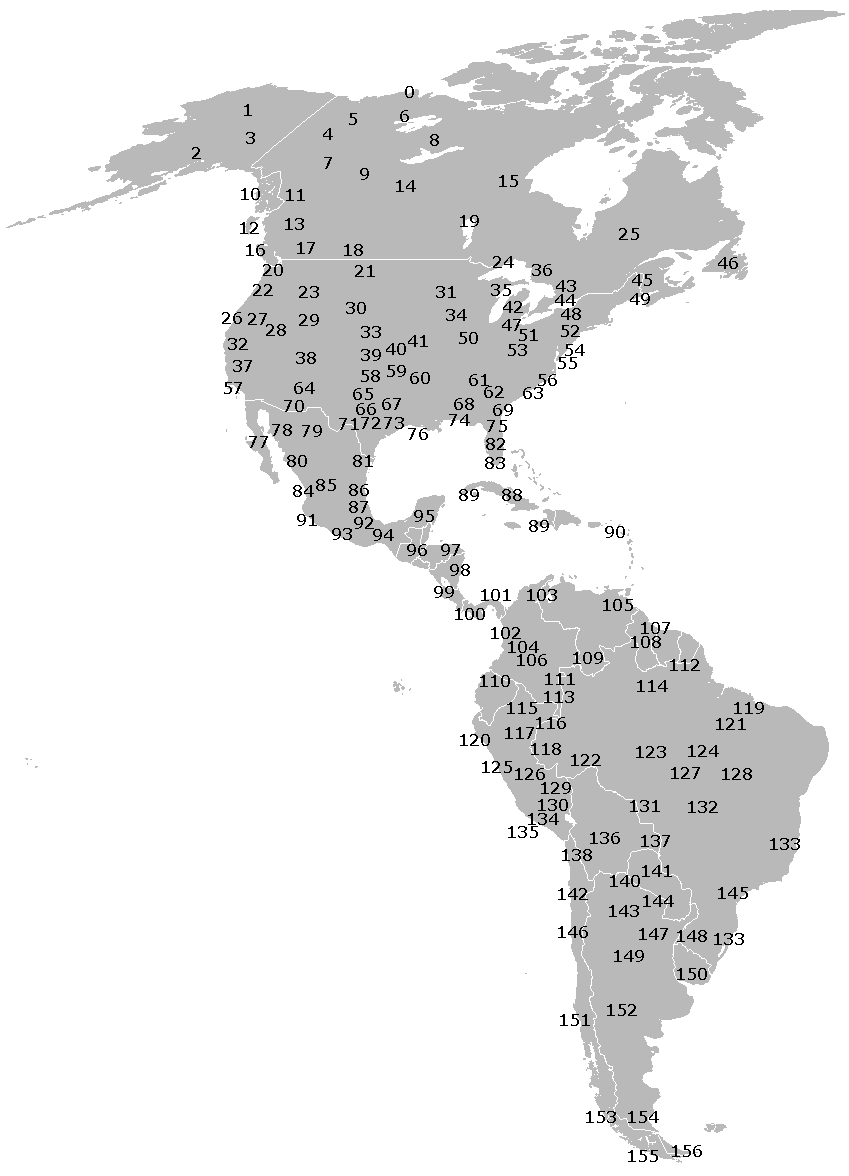
Mapa amb els diferents grups indígenes al continent Americà. El nombre 114 representa l'àrea on es parla el waiwai.

| [ 3 ]  | Llengües nordcaribs | Llengües nordcaribs | Llengües nordcaribs | Llengües nordcaribs | Llengües nordcaribs | Llengües nordcaribs | Llengües nordcaribs | Llengües nordcaribs | Llengües nordcaribs | Llengües sudcaribs | Llengües sudcaribs | Llengües sudcaribs | Llengües sudcaribs | Llengües sudcaribs |
| Català | Waiwai              | Akawaio             | Arara               | Atruahi             | Carib               | Macuxi              | Txikao              | Wayana              | Yukpa               | Bakairi            | Carijona           | Kaxuiana           | Kuikuro            | Maquiritari        |
| ------ | ------------------- | ------------------- | ------------------- | ------------------- | ------------------- | ------------------- | ------------------- | ------------------- | ------------------- | ------------------ | ------------------ | ------------------ | ------------------ | ------------------ |
| Un     | Cheoñe              | Teginno             | Anane               | Awyni               | O'win               | Tíwing              | Nane                | Pəkəna              | Ükúma               | Tokalə             | Te'nyi             | Tiwin              | Aetsi              | Toni               |
| Dos    | Asaki               | Azaro               | Adak                | Typytyna            | Oko                 | Sawkínay            | Arak                | Hakəne              | Kósa                | Azagə              | Saka'narI          | Asakri             | Takeko             | Akə                |
| Tres   | Soroau              | Osorowo             | Adakanane           | Takynyna            | Oruwa               | Selwa               | Araknane            | əheruwa             | Koséra              | Azagə tokalə       | Se'raurI           | Asakri Tiwinero    | Tilako             | Hedauə             |
| Home   | Kiri                | Warawok             | Ugon                | Wykyry              | Wokyry              | Walayzo             | Ugwon               | əluwa               | Küpa                | Uguõdo             | GurI               | To'to              | Toto               | Sotto              |
| Dona   | Wosi                | Ori                 | Paumie              | Weri                | Woryi               | Wilé                | Petkom              | Wəli                | Voré'pa             | Pekodo             | Werichi            | Woresi             | Itãõ               | Wiri               |
| Sol    | Kami                | Weyu                | Titi                | Wyi                 | Weju                | Wei                 | Chichi              | Sisi                | Vícho               | Xixi               | Be'i               | Esese              | Guiti              | Chi                |
| Lluna  | Nuñe                | Nuno                | Nuna                | Nenwe               | Nuno                | Kapoi               | Nuno                | Nunuwə              | Kúno                | Nunə               | Nu'na              | Nuno               | Ngune              | Nuna               |
| Aigua  | Tuna                | Tuna                | Paru                | Syna                | Tuna                | Tuna                | Ga                  | Tuna                | Kúna                | Paru               | Tu'na              | Tuna               | Tunga              | Tona               |